# Marie Baie des Anges
Pour plus de détails, voir Fiche technique et Distribution.
Marie Baie des Anges est un film français réalisé par Manuel Pradal, sorti en 1997.

## Synopsis
Marie rencontre un petit délinquant dont elle devient amoureuse.

## Fiche technique
- Titre : Marie Baie des Anges
- Réalisation : Manuel Pradal
- Scénario : Manuel Pradal
- Musique : Carlo Crivelli
- Photographie : Christophe Pollock
- Montage : Valérie Deseine
- Casting : Antoinette Boulat
- Création des décors : Véronique Melery et Javier Po
- Décorateur : Irène Galitzine
- Costumes : Claire Gerard-Hirne
- Production :
  - Producteur : Philippe Rousselet
  - Coproducteurs : Anne-Dominique Toussaint et Lionel Closson
  - Producteur délégué : Pascal Judelewicz
- Sociétés de production : La Sept Cinéma, Lelia Films, Les Films de la Suane, Les Films des Tournelles et Studio Images 2
- Société de distribution : Pyramide Distribution (France)
- Pays d'origine :  France
- Langue : français
- Format : couleurs - 2,35:1 - Dolby SR
- Genre : drame, romance
- Durée : 90 minutes
- Sortie :
  - Canada : 10 septembre 1997 (Toronto International Film Festival)
  - France : 4 mars 1998

## Distribution
- Vahina Giocante : Marie
- Frédéric Malgras : Orso
- Nicolas Welbers : Goran
- Amira Casar : jeune femme de la villa
- Swan Carpio : Jurec
- Jamie Harris : Jimmy
- Andrew Clover : Andy
- Roxane Mesquida : Mireille
- Aurelie Morardet : Corinne
- John Dowling : John
- Patrick Serray : Bob
- Serge Merlin : surveillant
- Brigitte Roüan : Paule
- Marc Brunet : Louis
- Aladin Reibel : coiffeur
- Grégori Derangère : pilote de F1